# Xã Elgin, Quận Antelope, Nebraska
Xã Elgin (tiếng Anh: Elgin Township) là một xã thuộc quận Antelope, tiểu bang Nebraska, Hoa Kỳ. Năm 2010, dân số của xã này là 89 người.